# لاكي فاتناني
لاكي فاتناني (23 ديسمبر 1985) هو لاعب سنوكر محترف هندي سابق.

## عن حياته
ولد في حيدر أباد، الهند،  ولكنه خلال مسيرته الرياضية كان مقره في شيفيلد، إنجلترا.

## روابط خارجية
- لاكي فاتناني على موقع CueTracker.net (الإنجليزية)